# Simulium montium
Simulium montium är en tvåvingeart som först beskrevs av Rubtsov 1947.  Simulium montium ingår i släktet Simulium och familjen knott. Inga underarter finns listade i Catalogue of Life.